# 완성시역
완성시역(중국어: 万盛西站)은 중국 베이징시 퉁저우구 리위안 타운 다가오 마을 원징 가도 경계에 위치한 베이징 지하철 7호선의 지하철역이다. 2019년 12월 28일 7호선 개통과 함께 운영에 들어갔다.

## 위치
이 역은 퉁저우구 리위안 타운(梨园镇) 다가오 마을(大稿村), 완성 남가(万盛南街)와 퉁마로(通马路)의 교차점에 위치하고 있으며 동서 방향을 따라 배치되어 완성 지역의 서쪽에 위치한다.

## 역 구조

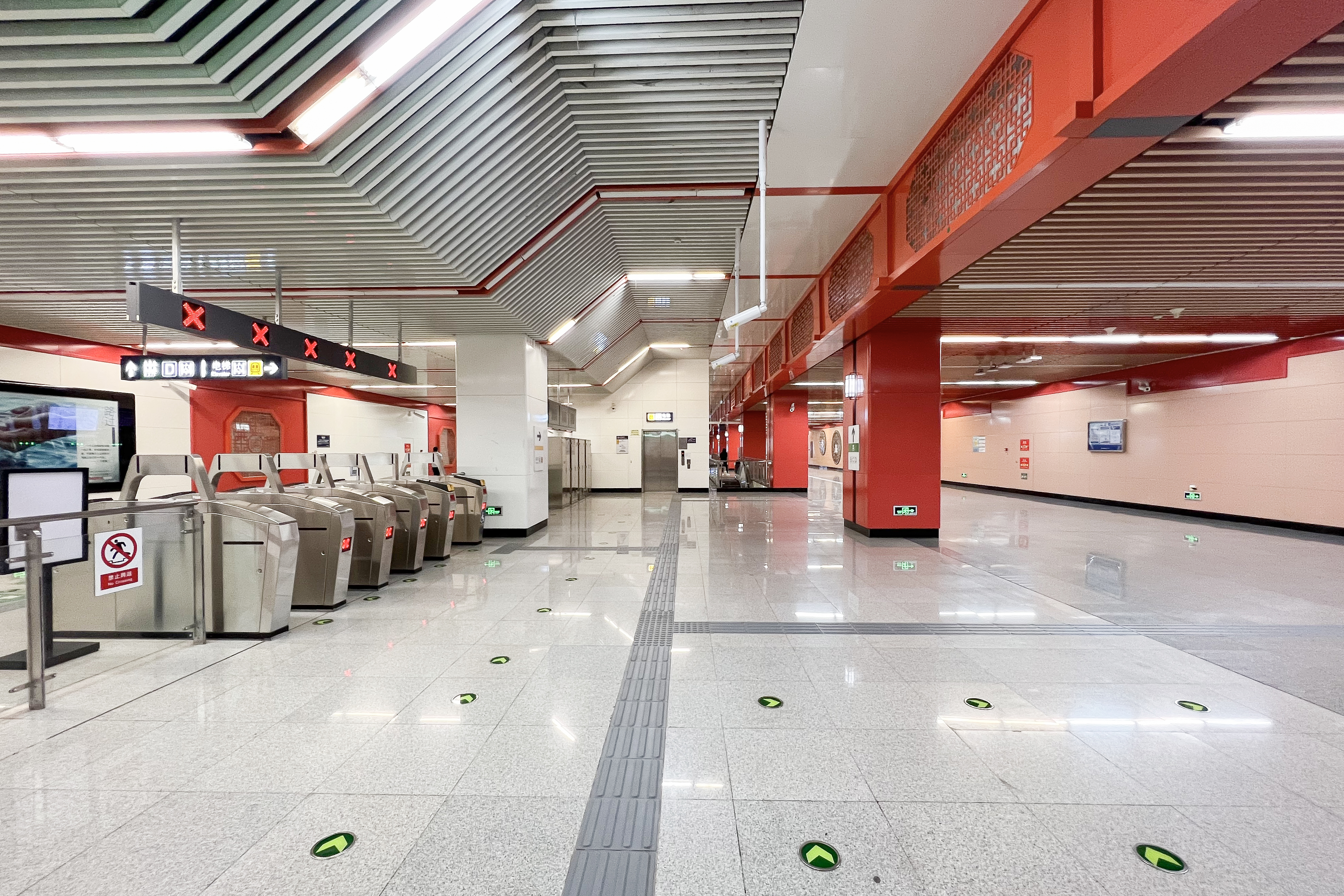
대합실

이 역은 1면 2선 섬식 승강장으로 설계된 2층 건물의 지하철역이다.

### 층별 구조
| 지면층             | 가도                            | B-D출입구                            |
| 지하 1층 대합실 층 | 대합실                          | 고객센터, 자동 발권기, 출입 게이트   |
| 지하 2층 승강장    | ←                               | ■ 7호선 베이징 서역 방면 (헤이좡후)  |
| 지하 2층 승강장    | 섬식 승강장, 왼쪽 출입문이 열림 |                                      |
| 지하 2층 승강장    | →                               | ■ 7호선 유니버설리조트 방면 (완성둥) |

역 대합실에는 "공양번영《共襄繁荣》"이라는 주제의 예술 벽이 있는데, 베이징 고루, 천단 등 길상적 의미를 지닌 둔황 케이슨, 9색 사슴 문양 등 길상적 의미를 지닌 건축물을 결합해 "과거를 녹여 현재를 창조하고, 협력하여 번영의 노래를 짓는다.(熔古铸今，共谱繁荣之曲)"는 이념을 표현했다. 이는 새 시대의 국가 번영의 밝은 전망을 보여준다.
- 승강장으로 이어지는 계단 위에 설치된 조각된 장식
- 대합실 중앙에 있는 직선형 엘리베이터

## 출입구
|                         |                                     |                                          |      |             |  |
| 출구                    | 지시                                | 출구 인근                                | 사진 | 무장애 시설 |  |
| 出口 · B                | 완성 남가(万盛南街)                 | 리위안톈위안 광장(梨园田园广场)          |      |             |  |
| 出口 · C · 2            | 완성 남가(万盛南街)                 | 퉁저우구 공안 소방대(通州区公安消防支队) |      | 빈칸        |  |
| 出口 · D                | 퉁마로(通马路), 이러 서로(怡乐西路) |                                          |      |             |  |
| 아이콘 설명: 엘리베이터 |                                     |                                          |      |             |  |